# Maha Amer
Maha Khalid 'Issa Amer (in arabo مها خالد عيسى عامر‎?; Il Cairo, 27 marzo 1999) è una tuffatrice egiziana.

## Biografia
Ha rappresentato l'Egitto ai Giochi olimpici estivi di Rio de Janeiro 2016 giungendo ventottesima nel concorso dei tuffi dalla trampolino 3 metri.
Ai mondiali di Doha 2024 ha ottenuto la medaglia di bronzo nel trampolino 1 m, preceduta sul podio dall'australiana Alysha Koloi e dalla britannica Grace Reid.

## Palmarès
- Mondiali

Doha 2024: bronzo nel trampolino 1m.